# 모함메드 압둘 카윰
모함메드 압둘 카윰 두르 모함마드 아부바카르 모하메드(아랍어: محمد عبد القيوم در أبو بكر, Mohammed Abdul Qayoom Dur Mohammad Abubakar Mohamed, 2001년 6월 4일 ~ )은 바레인의 축구 선수로, 포지션은 미드필더이다. 현재 마나마 클럽 소속이다.